# Гімерій (друнгарій)
Гімерій або Імерій (д/н — після 912) — державний та військовий діяч Візантійської імперії.

## Життєпис
Про походження нічого невідомо. На початку правління імператора Льва VI обіймав посаду протасекрета (старшого імператорського нотаріуса-секретаря). Кар'єрі Гімерія сприяв шлюб його небоги Зої Карбонопсини з імператором. У 904 році призначається друнгарієм флоту з титулом патрикія. Йому було доручено захист північної частини Егейського моря. В цей час проти Константинополя з Криту виступив мусульманський флот на чолі із Левом Триполітанським. Гімерій зустрів його біля о.Тасос, але не наважився атакувати. Це дозволило Триполітанському раптовим ударом захопити та пограбувати важливе місто Фессалоніки.
У 906 році рушив до південного узбережжя Малої Азії. Йому повинен був надати допомогу доместік схол Андронік Дука, але не зробив цього. Але Гімерій зумів завдати поразки Леву Триполітанському. За це отримав посаду дромологофету. У 907 році допоміг імператорові повалити константинопольського патріарха Миколая Містика, замінивши того прихильником — Євфімієм I.
У 909 році здобув нову перемогу над флотом Критського емірату. Можливо, також брав участь у захисті Константинополя від русів на чолі із Олегом, після чого вперше долучив до свого флоту русів-найманців. У 910 році захопив місто Лаодікея в Сирії, що належало Аббасидському халіфату. Того ж року зайняв о. Кіпр, що перебував у спільному управлінні Візантії та халіфату, але у 911 році Даміан Тарсійський відбив острів у візантійців.
У 911 році на чолі 177 дромів та 43 тис. вояків висадився на Криті, де взяв в облогу фортецю Хандак. Протягом 6 місяців візантійці намагалися здолати арабів. В цей час прийшла звістка про тяжку хворобу імператора. Гімерій поспішив до Константинополя, але біля о. Хіос у квітні 912 року зазнав нищівної поразки від флотилій Лева Триполітанського і Даміана Тарсійського. Втім, сам Гімерій зміг врятуватися.
У Константинополі новий імператор Олександр позбавив Гімерія посад і титулів, заславши до монастиря Камба, де Гімерій помер наприкінці того ж року.